# Mago por casualidad
Mago por casualidad es una novela infantil escrita por Laura Gallego García, publicado en España por la editorial Bruño. La autora ha donado sus derechos de autor sobre esta obra a UNICEF.

## Argumento
Ratón es el típico chico que trabaja en la típica posada del típico reino fantástico, con sus caballeros típicos, sus hechiceros típicos y sus tipiquísimos dragones. Un día, un accidente con un objeto mágico le otorga los grandes poderes del famoso mago Calderaus... unos poderes que no sabe usar. El problema es que Calderaus, ahora convertido en cuervo, no se detendrá hasta recuperar lo que es suyo... y Ratón deseará no haberlo conocido nunca. Los dos iniciarán un delirante viaje, en el que conocerán a toda una serie de personajes extravagantes y vivirán una serie de locas aventuras repletas de humor.
Sus personajes: Ratón, Griselda, Calderaus,lila, Adelfo, Robustiano, Maldeokus y muchos más.